# 전라남도여수교육지원청
전라남도여수교육지원청(全羅南道麗水敎育支援廳, Yeosu Office of Education)은 전라남도교육청 산하 교육지원청이다. 전라남도 여수시 관문동1길 39 (지번: 전라남도 여수시 관문동 8-5)에 있으며, 여수시를 관할한다.
교육장은 장학관으로 보한다.

## 산하 기관

### 유치원
| - 여수성산유치원 - 송현유치원 | - 꽃가람유치원 - 미주유치원 - 온누리유치원 - 성모유치원 - 여수중앙유치원 - 영재유치원 - 은혜유치원 - 제일유치원 - 백상유치원 - 여천푸른유치원 - 해바라기유치원 - 선경유치원 - 시온유치원 - 소나무유치원 - 하늘빛유치원 - 킨더숲유치원 |

### 초등학교
| - 거문초등학교 - 경호초등학교 - 관기초등학교 - 나진초등학교 - 도원초등학교 - 돌산초등학교 - 두라분교 - 동백초등학교 - 무선초등학교 - 백초초등학교 - 봉덕초등학교 - 상암초등학교 - 묘도분교 - 성산초등학교 | - 소라초등학교 - 사곡분교 - 소라남분교 - 소호초등학교 - 시전초등학교 - 신기초등학교 - 신풍초등학교 - 쌍봉초등학교 - 안심초등학교 - 안일초등학교 - 백야분교 - 여남초등학교 - 여도초등학교 - 여수구봉초등학교 - 여수남산초등학교 - 여수남초등학교 | - 여수동초등학교 - 여수문수초등학교 - 여수미평초등학교 - 여수봉산초등학교 - 여수부영초등학교 - 여수북초등학교 - 여수서초등학교 - 여수신월초등학교 - 여수양지초등학교 - 여수여문초등학교 - 여수종고초등학교 - 여수좌수영초등학교 - 여수중앙초등학교 - 여수진남초등학교 - 여수한려초등학교 - 여천초등학교 | - 웅천초등학교 - 율촌초등학교 - 상봉분교(휴교) - 죽림초등학교 - 화양초등학교 - 화정초등학교 | - 예울초등학교 - 여수송현초등학교 |

### 중학교 (남녀공학 전환)
| - 거문중학교 - 돌산중앙중학교 - 돌산중학교 - 무선중학교 - 안산중학교 - 여남중학교 - 여도중학교 | - 여선중학교 - 여수개도중학교 - 여수구봉중학교 - 여수문수중학교 - 여수삼일중학교 - 여수아리울중학교 - 여수종고중학교 | - 여수중앙중학교 - 여수중학교 - 여양중학교 - 여천중학교 - 율촌중학교 - 여수진남중학교 | - 여수진성중학교 - 충덕중학교 - 화양중학교 - 화양남분교 |

### 고등학교
| - 부영여자고등학교(공립 여학교) - 여남고등학교 - 여수고등학교(공립 남학교) - 여수공업고등학교 - 여수석유화학고등학교 - 여수여자고등학교(공립 여학교) | - 여수정보과학고등학교 - 여수중앙여자고등학교(사립 여학교) - 여수해양과학고등학교 - 여수화양고등학교 - 여수충무고등학교 - 여양고등학교 | - 여천고등학교(공립 남학교) - 진성여자고등학교(사립 여학교) - 한영고등학교(사립 남학교) |